# Weekend al Funkafè
Weekend al Funkafè è il quarto album in studio del gruppo musicale italiano Ridillo, pubblicato nel 2004.
Non è stato potuto includere anche il singolo Uomo e donna, ore 10 dentro un letto, per motivi legati a diritti d'autore. 
Oltre a quelli pubblicati commercialmente, altri brani sono stati stampati su CD singoli promozionali nel corso del 2004: Son capaci tutti, Altroché amore e Splendida giornata.

## Tracce

### CD (Freedom/Doc Servizi FRPP0401)
1. Altroché amore - 3:45
2. Son capaci tutti - 3:47
3. Stretti stretti al 100% - 3:28
4. Funkafè - 3:57
5. Prima, durante, dopo (chillout version extended) - 4:02
6. Eumir in surbir (feat. Eumir Deodato) - 3:39
7. T'amo sulla sabbia - 5:21
8. Sambenji (feat. Sam Paglia) - 3:02
9. In pieno agosto (feat. Carmen Villani) - 4:16
10. Ridillo loves you (intro by Dario Vergassola) - 1:13
11. Passo le mie notti qui da solo (feat. Montefiori Cocktail) - 3:41
12. Weekend zen - 3:16
13. Afro onda - 4:54
14. Voglia di Raffa - 1:34
15. Splendida giornata - 4:52
16. In pieno agosto (remix)* (feat. Carmen Villani) - 3:02

Note: * = bonus track disponibile solo nella versione digitale su iTunes dal 21/06/2013. Il CD è stato ristampato nel 2005 per la Italiarec (Italiarec/CD Yourself ITR 0205) senza la traccia 9 (al cui posto si trova la traccia 16) e con una versione alternativa strumentale della traccia 10. Tutta la grafica è stata modificata con colori azzurro/verdi (al posto dei colori rosso/arancioni dell'edizione originale) ed è stata aggiunta la dicitura "special edition" accanto al titolo.

## Formazione
I Ridillo sono formati da:
- Daniele "Bengi" Benati: voce e chitarra;
- Claudio Zanoni: tromba, chitarra e voce;
- Alberto Benati: tastiere e voce;
- Paolo D'Errico: basso, fischio e voce;
- Renzo Finardi: batteria, percussioni e voce.